# Desclée de Brouwer
Desclée de Brouwer of Uitgeverij-Drukkerij Sint-Augustinus was gevestigd aan de Houtkaai op de wijk Scheepsdale in het West-Vlaamse Sint-Pieters-op-den-Dijk (Brugge).

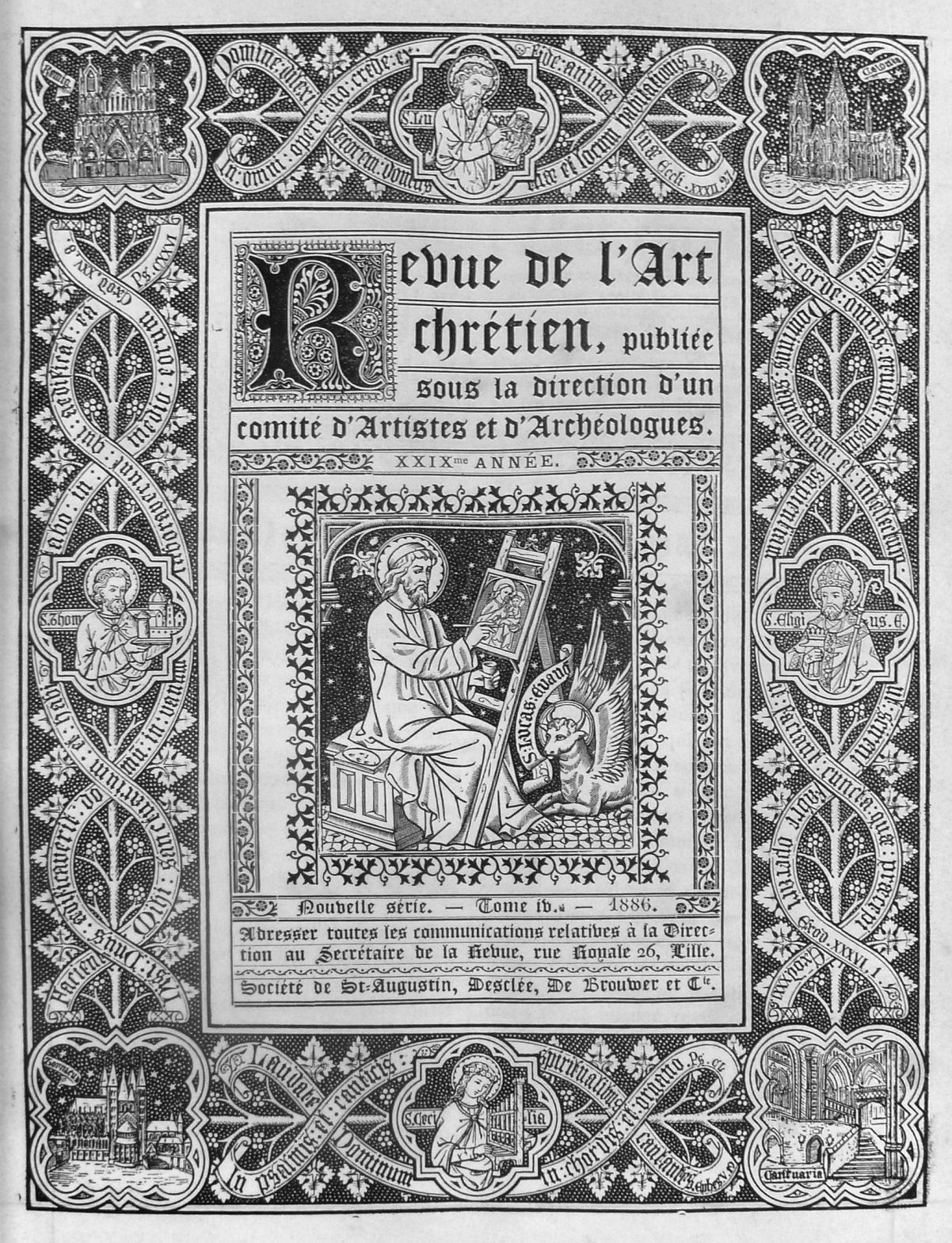
Revue de L'art Chrétien, édition 1886

## Missaals
Het bedrijf werd opgericht in 1877 door de gebroeders Jules en Henri Desclée en hun schoonbroer Alphonse de Brouwer, die ook beheerders waren van de voormalige Gasfabriek in Brugge. In Doornik hadden de gebroeders Desclée ook de drukkerij Saint-Jean l'Evangéliste in bezit. In Brugge waren het meestal religieuze werken, waaronder missaals en catechismussen, en schoolboeken die er werden gedrukt en uitgegeven. Na het Tweede Vaticaans Concilie (1962-1965) en tijdens de tweede beeldenstorm ging het gebruik van het volksmissaal in Vlaanderen sterk achteruit.  Het luidde ook het einde van het bedrijf in.
De Franstalige uitgeverij in Brugge publiceerde veel debuutwerken van later bekend geworden auteurs. Ze was daarnaast ook uitgever in haar Nederlandstalige afdeling (De Kinkhoren) van boeken van onder andere Stijn Streuvels. Een van de bekende namen die de 'kweekvijver' van deze Vlaamse uitgeverij in de jaren 60 opleverde met de poëziereeks Noorderlicht was het jonge dichterstalent Eddy van Vliet. Desclée de Brouwer/Orion was ook geruime tijd uitgever van het invloedrijke literaire Nieuw Vlaams Tijdschrift.

## Orion
Vanaf 1970, toen de aandelen in handen van de groep-Goyvaerts kwamen, werd de vertrouwde naam Desclée de Brouwer langzaam vervangen door Orion. Orion ontwikkelde zich tot een belangrijke uitgeverij in Vlaanderen. In 1979 werd de uitgeverij omgevormd tot een naamloze vennootschap, die zich toelegde op gespecialiseerde encyclopedieën en vervolgwerken.
De drukkerij werd in 1972 verkocht aan de Iers-Engelse groep Bool die failliet ging in 1975. Uitgeverij Orion ging failliet in 1983.

## Archief
Het archief van de uitgeversgroep (Desclée-De Brouwer, Emmaüs, De Kinkhoren, Orion, Sint-Augustinus) wordt bewaard in het Letterenhuis te Antwerpen.